# Thalictrum
Thalictrum (L. 1753) è un genere di piante appartenente alla famiglia delle Ranunculaceae, nonché l'unico genere incluso nella tribù delle “Thalictreae” Raf. (1815) appartenente alla sottofamiglia delle “Thalictroideae” Raf. (1815). Benché concentrato principalmente nell'emisfero settentrionale alcune specie hanno una distribuzione cosmopolita.

## Etimologia
Per il significato del nome del genere (thalictrum) si deve risalire a Dioscoride (40 – 90), medico, botanico e farmacista greco che esercitò a Roma, o a Plinio (23 – 79), scrittore naturalista romano, che entrambi nella forma di “thalictron” indicavano queste piante alludendo probabilmente (ma la cosa è controversa) alla loro fioritura precoce (”thallein” = rinverdire, mentre ”ictar” = presto) o al colore verde-gaio dei teneri germogli

Il nome scientifico di questo genere attualmente accettato è stato proposto da Carl von Linné (1707 – 1778) biologo e scrittore svedese, considerato il padre della moderna classificazione scientifica degli organismi viventi, nella pubblicazione ”Species Plantarum” del 1753.

La specie tipo per questo genere è: Thalictrum foetidum L..

## Descrizione

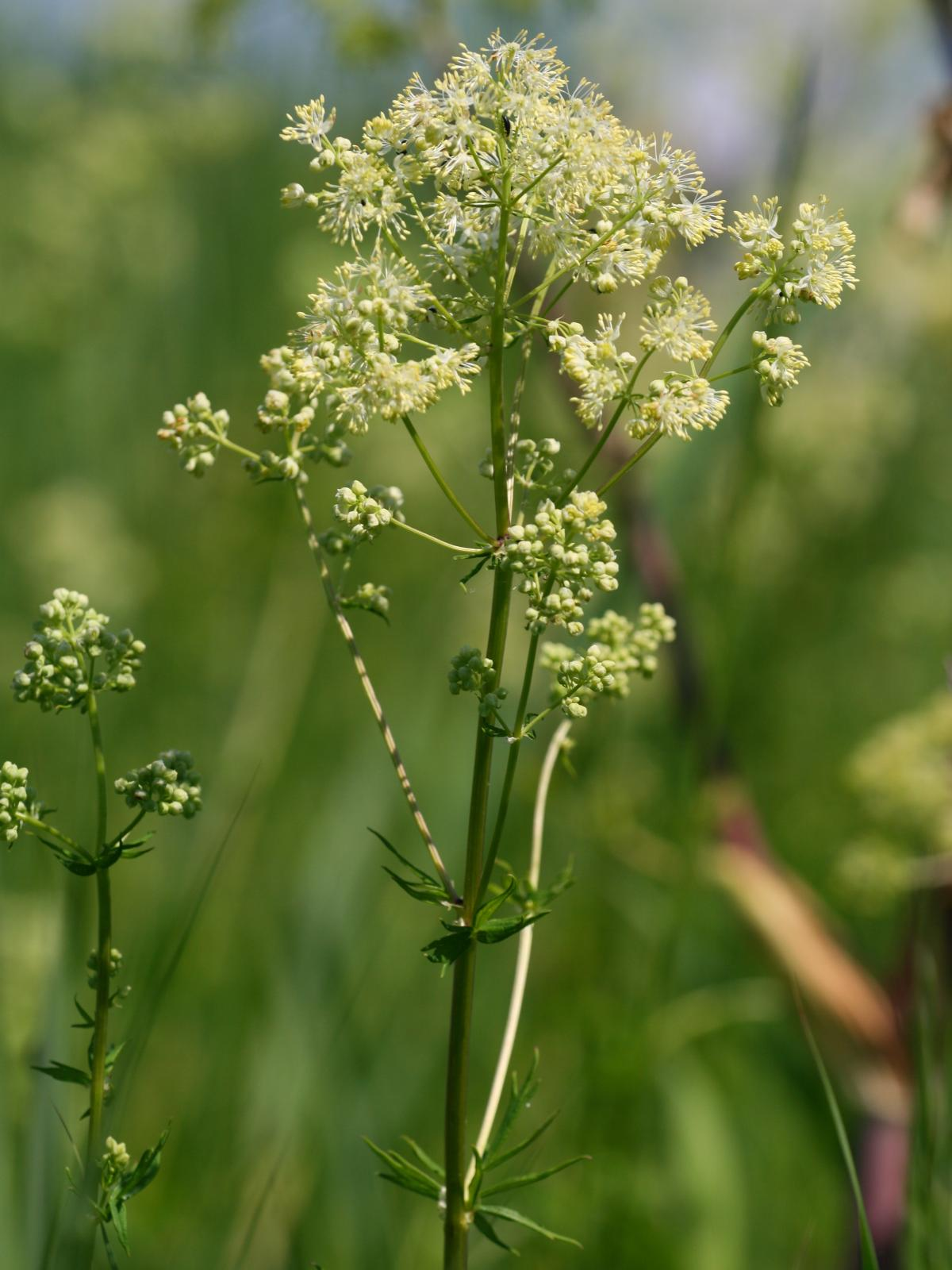
Il portamento (Thalictrum flavum)

I dati morfologici si riferiscono soprattutto alle specie europee e in particolare a quelle spontanee italiane.

 
Sono piante erbacee, perenni la cui altezza può arrivare da pochi decimetri fino a oltre 1,5 metri. La forma biologica è definita come emicriptofita scaposa (H scap), ossia sono piante con gemme svernanti al livello del suolo e protette dalla lettiera o dalla neve, dotate di un asse fiorale eretto e spesso privo di foglie.

### Radici
Le radici sono fascicolate e secondarie da rizoma. In qualche caso le radici sono tuberose.

### Fusto
- Parte ipogea: consiste in un rizoma orizzontale: in alcune specie può essere stolonifero (Thalictrum flavum L.).
- Parte epigea: la parte aerea del fusto è eretta e ramificata; la superficie in genere è striato-scanalata, può essere glabra e opaca. In diverse specie il fusto è persistente.

### Foglie

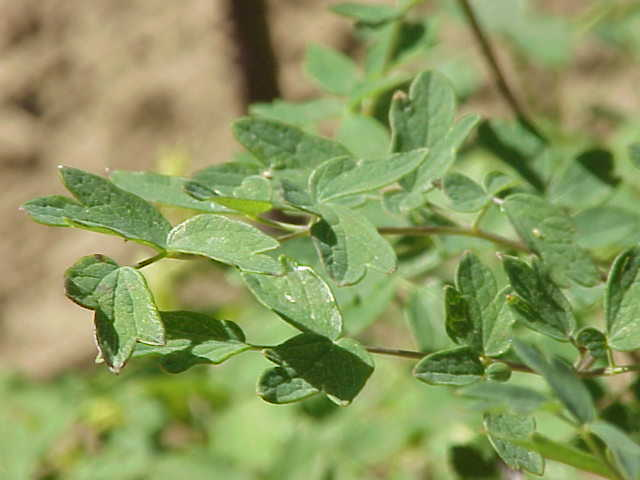
Le foglie (Thalictrum aquilegifolium)

- Foglie basali: le foglie radicali sono di tipo pennato-composto (due o tre volte divise – raramente quattro); con segmenti a ramificazioni dei piccioli che sono “tricome” (o triforcate). Alla base dei piccioli generalmente sono presenti delle stipole rudimentali di tipo membranaceo (anche alla base delle foglie ci possono essere delle stipole). La lamina dei segmenti è da ovata fino a lineare (più o meno flabellata) e in genere glabra; nella metà superiore sono presenti da uno a tre lobi; in alcune specie i segmenti sono interi (Thalictrum lucidum L.) oppure crenati. Le foglie radicali possono arrivare fino a 50 cm.
- Foglie cauline: le foglie lungo il fusto sono più o meno simili a quelle radicali ma progressivamente più sottili e più piccole (e meno dentate); sono disposte in modo alterno.

### Infiorescenza
L'infiorescenza è del tipo ad ampia pannocchia ramosa (e fogliosa) di tipo corimboso, densa o lassa con cime di tipo monocasio o di tipo a racemo. I fiori sono tanti (possono arrivare fino a 200 per infiorescenza) ma piccoli, raggruppati in fascette disposte in modo spaziato. L'infiorescenza in genere occupa la parte superiore dell'intera pianta. Alla base dell'infiorescenza sono presenti delle brattee. 

### Fiori

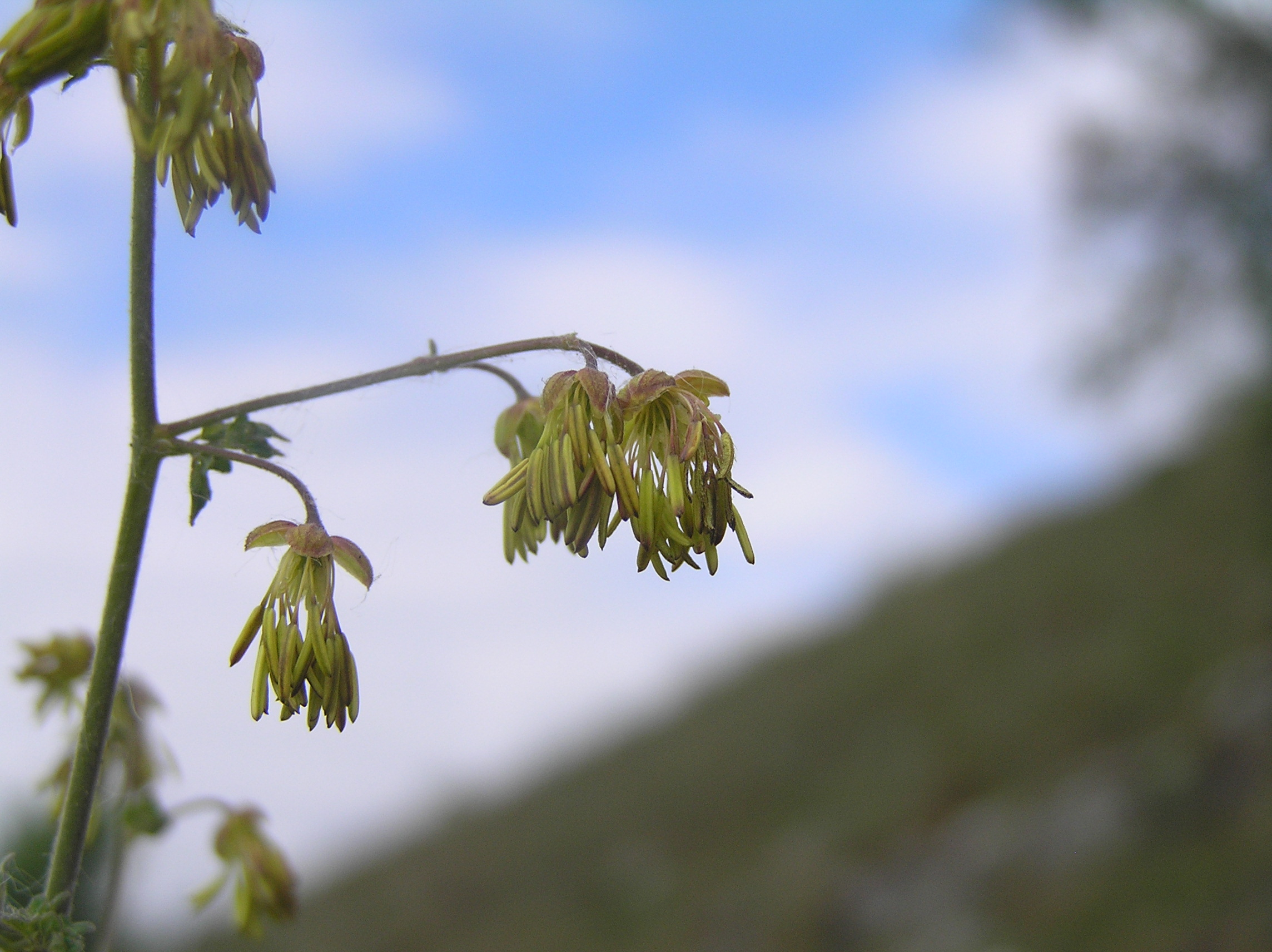
I fiori (Thalictrum foetidum)

I fiori di queste piante sono caratterizzati da una certa assenza di coesione tra i vari organi fiorali: non c'è l'involucro vero e proprio (o al massimo si hanno involucri formati da 2 – 3 foglie bratteali) e sono privi di una corolla vera e propria, mentre è il calice colorato che ha la funzione vessillifera (quindi i sepali del calice possono essere indicati come petaloidei). In queste piante il perianzio è quindi formato da un solo verticillo di elementi più o meno indifferenziati (perianzio apoclamidato). I fiori sono inoltre attinomorfi, ermafroditi (raramente si hanno fiori unisessuali), tetrameri (formati cioè da 4 sepali) e privi di nettari. Il colore dei fiori è giallo, rosa, bianco o violetto dato soprattutto dagli stami. La dimensione dei fiori non supera i 10 –15 mm.
- Formula fiorale: per questa pianta viene indicata la seguente formula fiorale:

* K 4, C 0, A molti, G molti (supero)
- Calice: il calice è formato da 4 (raramente 5, e comunque non più di 10) sepali di tipo petaloide disposti in modo embricato; la forma dei sepali va da lanceolata, a reniforme o spatolata. Sono inoltre caduchi precocemente; in effetti allo sboccio del fiore spesso sono presenti solamente le antere e i pistilli (in questa situazione la funzione vessillare viene assunta principalmente dagli stami). Lunghezza dei sepali: 1 – 18 mm.
- Corolla: i petali sono assenti.
- Androceo: gli stami sono numerosissimi (da 7 a 70) e visibilmente prominenti ma anche penduli (nella parte finale di vita del fiore); sono liberi con lunghi filamenti sottili e filiformi oppure allargati in prossimità delle antere. Le antere, lineari, e quasi prive di punta sono bi-loculari a deiscenza laterale; il colore delle in genere antere è giallo.
- Gineceo: i carpelli sono molti (da 1 fino a 70), monovulari (contengono un solo ovulo; sono liberi, peduncolati, stipitati o sessili; terminano nello stilo persistente con stimma intero a forma triangolare-alata oppure dentato o papilloso.

### Frutti
Il frutto si compone in parecchi acheni sessili o pedicellati a portamento pendulo o eretto e con superficie striata o angolosa; in altre specie il frutto può essere alato. Ogni achenio è monospermo con un corpo leggermente compresso oppure viceversa rigonfio. La forma può essere ovoidale o fusiforme.

## Riproduzione
La riproduzione avviene tramite l'impollinazione garantita soprattutto dal vento (impollinazione anemofila). Anche se queste piante sono prive di nettare, diversi insetti, come api e vespe, si nutrono del suo polline per cui è probabile anche una certa fecondazione entomogama (impollinazione entomogama).

## Distribuzione e habitat
L'habitat è abbastanza vario: boschi e prati; alcune specie preferiscono zone più umide (specie del Gruppo di Th. Flavum) e comunque in genere rimangono al di sopra del piano, ma non oltre al piano subalpino (a parte la specie Thalictrum alpinum L.. In Italia questo genere è distribuito un po' ovunque, più raro nelle isole e più frequente al nord (specialmente nelle Alpi). Fuori dall'Italia le specie di Thalictrum sono fondamentalmente tipiche delle zone temperate e fredde dell'Emisfero Boreale (Europa, Asia settentrionale e America del Nord). Eccezionalmente alcune specie di Thalictrum si trovano in alcune zone dell'India tropicale, dell'Africa Australe e dell'America meridionale (Ande).

## Tassonomia
Il genere Thalictrum comprende al suo interno oltre 200 specie, una dozzina delle quali sono spontanee dei territori italiani. La famiglia delle Ranunculaceae invece comprende oltre 2000 specie distribuite su circa 47 generi (2500 specie e 58 generi secondo altre fonti). 

La comprensione di questo genere è ancora lontana dall'essere completa; diverse specie sono mal definite per mancanza di studi specifici sul campo e la filogenetica non ha ancora posizionato con sicurezza il genere nell'ambito della famiglia. I caratteri utilizzati per diagnosticare le varie specie sono molto variabili. Qui di seguito sono elencati alcuni di questi caratteri diagnostici:
- la forma delle foglie;
- la presenza o no di ghiandole o peli;
- la presenza o no di stipole o membrane stipuliformi;
- il tipo di filamenti delle antere (filiformi o dilatati);
- parte apicale delle antere (compresa la loro lunghezza);
- la forma degli acheni.

Non sempre questi caratteri sono indicativi dal punto di vista tassonomico. Ultimamente sono stati fatti degli interessanti studi (in Turchia) sulla morfologia del polline dai quali sono state redatte delle chiavi analitiche di tipo morfologico (pag. 211) utili da un punto di vista tassonomico (soprattutto per le specie spontanee dell'Anatolia, ma anche per quelle italiane in quanto almeno 7 - 8 specie sono in comune alle due aree).

Secondo la suddivisione di questo genere fatta dal botanico americano Liberty Hyde Bailey (1858-1954), soprattutto ad uso dei giardinieri e orticoltori, i Thalictrum sono così organizzati:
- il frutto è fortemente angoloso con 2 - 3 ali (normalmente è stipitato);

Th. aquilegifolium L.(Italia), Th. chelidonii DC. (Asia – Himalaya), Th. delavayi Franch. (Cina), ecc.
- il frutto è striato e costoluto (non alato); questi frutti sono inoltre sessili;

- piante con fiori ermafroditi (fiori perfetti);

- stami con filamenti allargati in vicinanza delle antere;

Th. uncinatum Rehmann (Ucraina), Th. sparsiflorum Turcz. ex Fisch. & C.A. Mey.  (America del Nord – Asia), ecc.
- stami con filamenti filiformi o sottili (le antere sono fondamentalmente lineari);

Th. alpinum L. (Italia), Th. flavum L. (Italia), Th. minus L. (Italia), Th. speciosissimum L. (Penisola Iberica), ecc.
- piante con fiori dioici o poligamo-dioici;

- il frutto achenio è rigonfiato;

Th. polycarpum (Torrey) S. Watson  (America del Nord), ecc.
- il frutto achenio è piatto e bi-marginato;

Th. occidentale A. Gray (America del Nord), ecc.
- il frutto achenio è striato o costoluto (è inoltre sessile);

Th. dasycarpum Fisch. & Avé-Lall. (America del Nord), ecc.

Dato il gran numero di specie sono state create diverse sezioni per raggrupparle e gestirle al meglio. L'elenco che segue contiene alcune di queste sezioni (valide soprattutto per le specie extraeuropee):
- Sect. Anemonella (Spach) Tamura (1992)
- Sect. Baicalensia (Tamura) Emura (1972)
- Sect. Dipterium Tamura (1992)
- Sect. Piuttia (Mattei) Tamura (1992)
- Sect. Platycarpa (Prantl) Tamura (1992)
- Sect. Schlagintweitella (Ulbr.) W.T.Wang & S.H.Wang (1979)

### Filogenesi

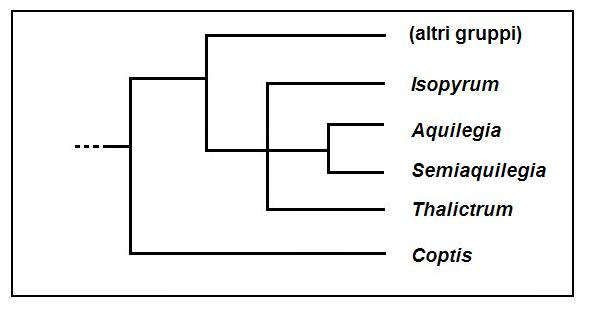
Cladogramma

Il botanico M. Tamura nel 1993 aveva suddiviso le Ranunculaceae in 5 sottofamiglie. Il genere Thalictrum era assegnato alla sottofamiglia delle “Thalictroideae” (tribù delle “Thalictreae”). In seguito a studi filogenetici successivi a questa sottofamiglia sono stati aggiunti altri generi come Aquilegia, Xanthorhiza, Coptis e Isopyrum (generi prelevati dalle sottofamiglie “Isopyroideae” e “Hydrastidoideae”). Ora “Thalictroideae” è considerata una sottofamiglia parafiletica; nei generi che la compongono sono presenti alcune plesiomorfie (caratteri ancestrali) come la presenza di berberina (vedi paragrafo “Altre notizie”), i rizomi orizzontali e striscianti o le piccole dimensioni dei tricomi. Caratteristiche che accomunano questi generi alla vicina famiglia delle Bereberidaceae.

Gli ultimi studi su queste piante confermano la struttura della sottofamiglia; il cladogramma a lato (tratto dallo studio citato) evidenzia i legami filogenetici tra alcuni dei generi più vicini al genere Thalictrum.

### Specie spontanee italiane
Per meglio comprendere ed individuare le varie specie del genere (solamente per le specie spontanee della flora italiana) l'elenco che segue utilizza in parte il sistema delle chiavi analitiche (vengono cioè indicate solamente quelle caratteristiche utili a distingue una specie dall'altra).
- Gruppo 1A: i fiori sono grandi (fino a 15 mm) rosei o violetti; il filamento degli stami è allargato verso l'antera;

- Gruppo 2A: il portamento degli acheni è pendulo, hanno una forma trigono-alata e sono lunghi fino a 10 mm;

- Th. aquilegifolium L. - Pigamo colombino: la pianta è alta da 4 a 10 dm; il ciclo biologico è perenne; la forma biologica è emicriptofita scaposa (H scap); il tipo corologico è Eurosiberiano. L'habitat tipico sono i boschi a faggete e si trova comunemente su tutto il territorio italiano (escluse le isole) fino ad un'altitudine di 2400 m s.l.m..

- Gruppo 2B: il portamento degli acheni è eretto, la superficie è solcata (ma non solo alati) e sono lunghi fino a 7 mm;

- Th. calabricum Sprengel - Pigamo di Calabria: la pianta è alta da 4 a 8 dm; il ciclo biologico è perenne; la forma biologica è emicriptofita scaposa (H scap); il tipo corologico è Endemico. L'habitat tipico sono i boschi (querceti caducifogli) e si trova solo al sud fino ad un'altitudine compresa fra 500 e 1400 m s.l.m..

- Gruppo 1B: i fiori sono piccoli (massimo 5 mm) gialli o verdastri; il filamento degli stami è sottile e filiforme;

- Gruppo 3A: l'infiorescenza è del tipo a racemo semplice (non ramificata);

- Th. alpinum L. - Pigamo alpino: la pianta è alta da 5 a 12 cm; il ciclo biologico è perenne; la forma biologica è emicriptofita scaposa (H scap); il tipo corologico è Circumboreale - Artico/Alpico. L'habitat tipico sono i prati umidi e torbosi e si trova solo nelle Alpi ad un'altitudine compresa fra 1900 e 2800 m s.l.m..

- Gruppo 3B: l'infiorescenza è del tipo a pannocchia ampiamente ramificata;

- Gruppo 4A: i segmenti delle foglie sono larghi quanto lunghi;

- Gruppo di Thalictrum minus:

- Th. foetidum L. - Pigamo puzzolente: è una pianta provvista di ghiandole peduncolate e si riconosce per l'odore sgradevole che emana; lo stimma è dentellato-sfrangiato; il ciclo biologico è perenne; la forma biologica è emicriptofita scaposa (H scap); il tipo corologico è Orofita - Eurasiaticoo. L'habitat tipico sono i ghiaioni e i macereti e si trova solo nelle Alpi ad un'altitudine compresa fra 900 e 2500 m s.l.m..
- Th. minus Crantz - Pigamo minore: le piante sono glabre con stimma intero; le foglie sono distribuite lungo tutto il fusto; i segmenti sono piccoli, larghi al massimo 5 – 15 mm e di consistenza tenue; il ciclo biologico è perenne; la forma biologica è emicriptofita scaposa (H scap); il tipo corologico è Eurasiatico. L'habitat tipico sono i bordi dei boschi e le radure ed è comune su tutto il territorio italiano fino ad un'altitudine di 1900 m s.l.m..
- Th. majus Crantz: è la pianta più alta del gruppo (fino a 120 cm); è glabra con stimma intero; anche i segmenti fogliari sono più larghi (10 – 30 mm); il ciclo biologico è perenne; la forma biologica è emicriptofita scaposa (H scap); il tipo corologico è Sud-Europeo. L'habitat tipico sono le radure ad alte erbe ed è raro ma presente su tutto il territorio italiano fino ad una altitudine compresa fra 1000 e 2000 m s.l.m.. (In alcune flore più recenti questa specie è indicata come Thalictrum minus subsp. minus L.; comunque anche Pignatti la considera una probabile varietà del minus).
- Th. saxatile DC. - Pigamo steppico: le piante sono glabre con stimma intero; le foglie sono addensate a metà fusto, mentre è praticamente nudo verso l'infiorescenza; il ciclo biologico è perenne; la forma biologica è emicriptofita scaposa (H scap); il tipo corologico è Sub-mediterraneo - Sub-atlantico. L'habitat tipico sono i prati steppici e i pendii rupestri, è raro e presente solo nelle Alpi fino ad una altitudine compresa fra 500 e 1900 m s.l.m.. (In alcune flore più recenti questa specie è indicata come Thalictrum minus subsp. saxatile Ces. In cattaneo)

- Gruppo 4B: i segmenti delle foglie sono più lunghi (da 2 a 10 volte) che larghi;

- Gruppo di Thalictrum flavum:

- Th. flavum L. - Pigamo giallo: i segmenti delle foglie sono ovato-lanceolati; la pianta è stolonifera; il fusto è opaco; i fiori sono disposti in modo spaziato. Il ciclo biologico è perenne; la forma biologica è emicriptofita scaposa (H scap); il tipo corologico è Eurasiatico. L'habitat tipico sono le paludi e i prati torbosi, ed è comune su tutto il territorio italiano fino ad una altitudine di 900 m s.l.m..
- Th. exaltatum (DC.) Pers. - Pigamo maggiore: i segmenti delle foglie sono ovato-lanceolati; la pianta è stolonifera; il fusto è lucido; i fiori sono disposti in modo denso. Il ciclo biologico è perenne; la forma biologica è emicriptofita scaposa (H scap); il tipo corologico è Sud Ovest Europeo. L'habitat tipico sono i prati umidi, le sponde e i fossi, ed è raro con una distribuzione discontinua sul territorio italiano fino ad una altitudine di 500 m s.l.m.. (Secondo le classificazioni più aggiornate questa specie viene inclusa in Thalictrum flavum).
- Th. lucidum L. - Pigamo lucido: i segmenti delle foglie sono ovali allungati; la pianta non è stolonifera; i fiori sono disposti in modo spaziato. Il ciclo biologico è perenne; la forma biologica è emicriptofita scaposa (H scap); il tipo corologico è Sud Est Europeo. L'habitat tipico sono i prati torbosi, e si trova solo nelle Alpi orientali fino ad una altitudine di 1000 m s.l.m..
- Th. simplex L. - Pigamo semplice: i segmenti delle foglie sono lanceolato-lineari larghi 3 – 4 mm con un dente profondamente inciso; la pianta è stolonifera. Il ciclo biologico è perenne; la forma biologica è emicriptofita scaposa (H scap); il tipo corologico è Eurosiberiano. L'habitat tipico sono i prati umidi e si trova su tutto il territorio italiano (isole escluse) fino ad una altitudine di 1800 m s.l.m..
- Th. galioides L. - Pigamo galioide: i segmenti delle foglie sono lanceolato-lineari larghi 1 – 1,5 mm e interi; la pianta è stolonifera. Il ciclo biologico è perenne; la forma biologica è emicriptofita scaposa (H scap); il tipo corologico è Centro Europeo – Sud Est Europeo. L'habitat tipico sono i prati umidi e torbosi e si trova solamente nelle Alpi orientali fino ad una altitudine compresa tra 500 e 1500 m s.l.m.. (Secondo le classificazioni più aggiornate questa specie viene considerata come Thalictrum simplex subsp. galioides (DC.) Korsh.)

### Specie alpine italiane
Della dozzina di specie spontanee della flora italiana 8 vivono sull'arco alpino. La tabella seguente mette in evidenza alcuni dati relativi all'habitat, al substrato e alla distribuzione di questi fiori relativamente allo specifico areale alpino.
| Specie                    | Comunità vegetali | Piani vegetazionali         | Substrato  | pH            | Livello trofico | H2O         | Ambiente | Zona alpina                    |
| ------------------------- | ----------------- | --------------------------- | ---------- | ------------- | --------------- | ----------- | -------- | ------------------------------ |
| Th. alpinum               | 10                | subalpino alpino            | Ca – Ca/Si | basico        | basso           | medio umido | F5       | CN BG SO TN BZ                 |
| Th. aquilegifolium        | 11                | montano subalpino           | Ca – Ca/Si | neutro        | medio           | umido       | G2 H1    | tutto l'arco alpino            |
| Th. flavum                | 11                | collinare                   | Ca - Ca/Si | basico neutro | medio           | umido       | A3 G2    | NO                             |
| Th. foetidum              | 9                 | montano                     | Ca         | basico neutro | medio           | umido       | F3 I2    | tutto l'arco alpino            |
| Th. lucidum               | 11                | collinare montano           | Ca         | basico neutro | basso           | medio       | F3       | CO TN BZ BL UD                 |
| Th. minus subsp. minus    | 11                | collinare montano subalpino | Ca – Ca/Si | neutro        | basso           | secco       | F7 G4 I3 | tutto l'arco alpino (escl. BZ) |
| Th. minus subsp. saxatile | 9                 | collinare montano subalpino | Ca – Ca/Si | basico neutro | basso           | secco       | F2       | AO NO CO BG SO TN BL           |
| Th. simplex               | 11                | collinare                   | Ca – Ca/Si | basico neutro | basso           | medio       | F3       | VA TN BZ BL UD                 |

Legenda e note alla tabella.

Per il “substrato” con “Ca/Si” si intendono rocce di carattere intermedio (calcari silicei e simili); vengono prese in considerazione solo le zone alpine del territorio italiano (sono indicate le sigle delle province).
Comunità vegetali:
9 = comunità a emicriptofite e camefite delle praterie rase magre secche
10 = comunità delle praterie rase dei piani subalpino e alpino con dominanza di emicriptofite
11 = comunità delle macro- e megaforbie terrestri
Ambienti:
A3 = ambienti acquatici come rive, stagni, fossi e paludi
F2 = praterie rase, prati e pascoli dal piano collinare al subalpino
F3 = prati e pascoli mesofili e igrofili
F5 = praterie rase subalpine e alpine
F7 = margini erbacei dei boschi
G2 = praterie rase dal piano collinare a quello alpino
G4 = arbusteti e margini dei boschi
H1 = ontaneti verdi, saliceti subalpini
I2 = boschi di latifoglie
I3 = querceti submediterranei

### Sinonimi
Questa entità ha avuto nel tempo diverse nomenclature. L'elenco che segue indica alcuni tra i sinonimi più frequenti:
- Physocarpum (DC.) Berchtold & J. Presl
- Piuttia Mattei
- Praticola Ehrhart
- Ruprechtia Opiz (1852), non CA Meyer (1840)
- Schlagintweitiella Ulbrich
- Stipularia Delpino
- Tripterium Berchtold & J. Presl.

## Usi

### Farmacia
Anticamente, secondo la medicina popolare, a queste piante venivano attribuite diverse proprietà medicamentose. Le radici venivano usate come purganti e diuretiche. Ora non più in quanto sono considerate tossiche e nocive alla salute umana. Infatti queste piante (nelle radici) contengono un colorante giallo tossico, una volta usato per colorare la lana, la ”macrocarpina”, che è velenoso per il cuore. Anche il bestiame al pascolo evita di mangiare le foglie di questa pianta.

### Giardinaggio
Attualmente l'uso prevalente delle piante del genere Thalictrum è nel giardinaggio (nel giardino alpino o roccioso) o come piante ornamentali. Sono anche usati dall'industria dei fiori recisi in quanto la parte più colorata e visibile (stami e antere) è persistente. Per la loro coltivazione va bene una terra mediamente fertile e non troppo pesante in posizione fresca e ombreggiata. Alcune specie hanno bisogno di un terreno relativamente umido.

## Altre notizie
Più di qualche pianta di questo genere è interessate da diverse ricerche biologiche. Ad esempio sul Thalictrum foetidum L. sono state fatte alcune ricerche farmacologiche sui flavonoidi e alcaloidi. Mentre il Thalictrum minus L. è interessato da diversi studi e ricerche sull'enzima Reticulina ossidasi (chiamato anche “berberina”).